# Сага о женщинах-викингах и об их путешествии к водам Великого морского змея
«Сага о женщинах-викингах и об их путешествии к водам Великого морского змея» (англ. The Saga of the Viking Women and Their Voyage to the Waters of the Great Sea Serpent), также широко известен под укороченным названием «Женщины-викинги и Морской змей» (англ. The Viking Women and the Sea Serpent) — американский приключенческий фильм 1957 года (согласно другим источникам — 1958 года).

## Сюжет
Группа женщин-викингов под предводительством Десир отправляются в плавание на поиски своих пропавших мужчин. Вскоре их корабль разбивает гигантский морской змей, похожий на дракона. Женщинам удаётся добраться до земли — они оказываются на таинственной земле Гримо, где взяты в плен её безжалостным правителем Старком. Там же женщины находят своих мужей: оказывается, они были прибиты к этому же берегу, и также захвачены Старком, который заставил их работать на своих рудниках. Через некоторое время женщинам удаётся сбежать, освободить своих мужчин и добраться до берега моря. Викинги находят большую лодку и выходят в море, преследуемые Старком и его воинами. Ведрик, глава викингов-мужчин, пронзает копьём проплывающего морского змея и уничтожает корабль преследователей, но сам вскоре умирает от ран.
Вскоре воины возвращаются домой.

## В ролях
В порядке перечисления в титрах
- Эбби Далтон — Десир, предводительница женщин-викингов
- Сюзан Кэбот — Энгер
- Брэд Джексон — Ведрик, предводитель мужчин-викингов
- Джун Кенни — Эсмилд
- Ричард Девон[англ.] — Старк, правитель земли Гримо
- Бетси Джонс-Морленд — Тайра
- Джонатан Хейз — Оттар
- Джей Сэйер — Сенья
- Линн Берней — Дагда
- Салли Тодд[англ.] — Санда
- Гэри Конуэй — Ярл
- Майкл Форест — Зарко
- Уилда Тейлор — танцовщица из Гримо

## Производство и показ
Создать этот фильм Роджеру Корману предложили специалисты по спецэффектам Ирвинг Блок и Джек Рэбин (ленты «Ракета X-M» (1950), «Кронос» (1957), «Невидимый мальчик» (1957)). Показанная ими презентация очень впечатлила режиссёра, хотя сценарий показался ему «не особо хорошим». Однако Корман согласился начать работу, тем более, что Блок и Рэбин согласились работать за небольшое жалование, попросив процент от прибыли ленты. Режиссёр обратился за финансированием к American International Pictures, и киностудия выделила ему 70-80 тысяч долларов, на что Корман заметил, что «показанная презентация тянет на фильм с бюджетом в 2 миллиона». В июне 1957 года режиссёр заявил, что на съёмки этой картины ему потребуется 300 000 долларов (примерно втрое больше его обычных кинобюджетов), из которых 50 000 долларов он заплатит Блоку и Рэбину за спецэффекты (обычно в среднем в фильме Кормана затраты на спецэффекты составляли около 2000 долларов).
19 августа 1957 года съёмки начались, рабочим названием фильма было «Женщины-викинги». Главную роль начала играть Кипп Хэмилтон, однако она сразу же затребовала себе бо́льшую сумму, чем было оговорено в контракте, поэтому Корман уволил её, а взамен взял Эбби Далтон.
Съёмки были опасными из-за множества сцен с лодками и лошадями. Сестра Эбби Далтон, Ширли Уосден, получила травму, упав с лошади, и была срочно заменена Джун Кенни (из-за неаккуратного монтажа и ограниченного бюджета в нескольких сценах видна Уосден, исполняющая роль Эсмилд). Ричард Девон поранил колено и едва не утонул.
Что касается упомянутых выше спецэффектов, Корман остался ими разочарован: «Блок и Рэбин были честны, они просто пообещали то, что не смогли выполнить», сказал он.
О необычно длинном названии фильма режиссёр сказал так: «Мы не могли найти способ выразить название в двух или трёх словах, поэтому я сказал, давайте перейдём к другой крайности и дадим фильму самое длинное название, которое зрители когда-либо видели».
Премьера «Саги…» состоялась в декабре 1957 года (другие источники утверждают, что 10 апреля 1958 года) в паре с лентой «Поразительная бестия».
Спустя несколько месяцев после премьеры «Саги…» в США на широкий экран вышел фильм «Викинги» (режиссёр Ричард Флейшер, киностудии Bryna Productions и Curtleigh Productions), получивший огромное признание. Корман знал о съёмках этой ленты, поэтому снимал свою «Сагу…» быстро, чтобы опередить эту крупнобюджетную картину с премьерой.
В 1991 году «Сага…» была показана в комедийном телесериале «Таинственный театр 3000 года».
В 2006 году «Сага…» вышла на DVD.

## Критика
- Дэн Лестер, Electric Sheep: «… это дешёвый фильм даже по меркам Роджера Кормана. Есть только одна подходящая декорация — харчевня в Гримо (вероятно, оставшаяся от другого фильма); бо́льшая часть действия происходит на безликой открытой местности, такой как леса́ и пляжи…»[13]
- TV Guide: «… это один из самых странных фильмов, появившихся в плодовитом воображении Роджера Кормана…»[2]